# Stara Synagoga w Grybowie
Stara Synagoga w Grybowie – nieistniejąca obecnie, pierwsza synagoga znajdująca się w Grybowie, najprawdopodobniej przy dzisiejszej ulicy Kilińskiego.
Synagoga została zbudowana w 1748 roku. Bożnica została zniszczona zaraz na początku XX wieku. Najprawdopodobniej na jej miejscu wzniesiono nową, również murowaną synagogę.